# 朗德勒戈卢瓦
朗德勒戈卢瓦（法語：Landes-le-Gaulois，法語發音：[lɑ̃d lə ɡolwa]）是法国卢瓦-谢尔省的一个市镇，属于布卢瓦区。

## 地理
朗德勒戈卢瓦（47°39'10"N, 1°10'59"E）面积24.15 平方千米，位于法国中央-卢瓦尔河谷大区卢瓦-谢尔省，该省份为法国中北部省份，北起厄尔-卢瓦省，东北接卢瓦雷省，东南接谢尔省，南至安德尔省，西南接安德尔-卢瓦尔省，西北接萨尔特省。
与朗德勒戈卢瓦接壤的市镇（或旧市镇、城区）包括：拉沙佩勒-旺多穆瓦斯、弗朗赛、埃尔博、朗科姆、普赖、圣博艾尔、圣吕班-昂韦尔戈努瓦、图拉耶、维勒弗朗克尔。

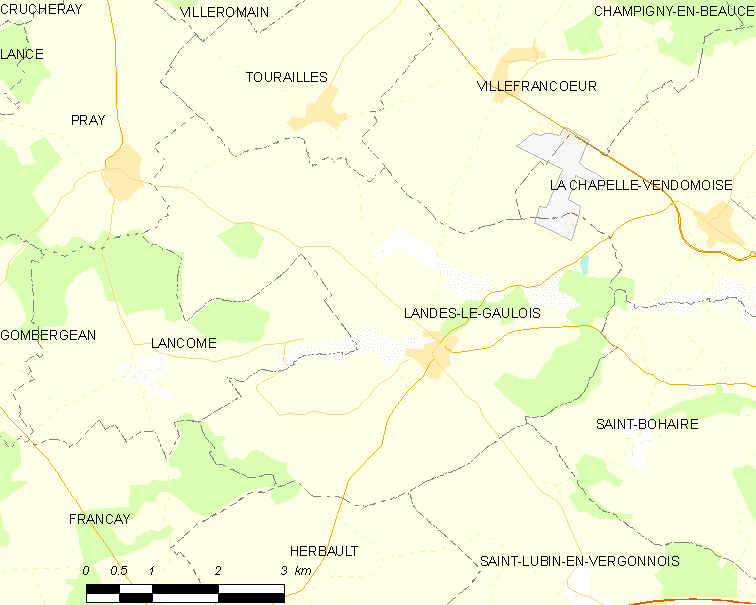
朗德勒戈卢瓦的OSM定位图

朗德勒戈卢瓦的时区为UTC+01:00、UTC+02:00（夏令时）。

## 行政
朗德勒戈卢瓦的邮政编码为41190，INSEE市镇编码为41109。

## 政治
朗德勒戈卢瓦所属的省级选区为卢瓦尔河畔沃赞县。

## 人口

1962-2008年间朗德勒戈卢瓦人口变化图示

朗德勒戈卢瓦于2022年1月1日时的人口数量为727人。